# Marienhöhe (Bad Saarow)
Marienhöhe oder Hof Marienhöhe ist ein Wohnplatz der Gemeinde Bad Saarow im Brandenburger Landkreis Oder-Spree. Das ehemalige Vorwerk des Ritterguts Saarow liegt auf einer Anhöhe in den Südausläufern der Rauener Berge zwischen Kolpin und Bad Saarow-Mitte rund 50 Kilometer östlich von Berlin-Mitte.
Im Dezember 1927 kaufte der Landwirt Erhard Bartsch das Vorwerk und erprobte auf dem Hof ab 1928 die Biologisch-dynamische Landwirtschaft, die der Anthroposoph Rudolf Steiner in einem Landwirtschaftlichen Kursus entworfen hatte. Bartsch baute den Hof zu einem Zentrum der Demeterbewegung aus. Die biologisch-dynamische Wirtschaftsweise konnte sich in der Zeit des Nationalsozialismus längere Zeit behaupten und zunächst einem Verbot entgehen. Nach einem Besuch des Hofs setzte sich der Reichsbauernpräsident Darré noch im Jahr 1940, ein Jahr vor dem Verbot des Reichsverbands für Biologisch-Dynamische Wirtschaftsweise, gegen die Partei-Linie für Marienhöhe ein. Auch die DDR-Zeit überstand Marienhöhe als privat geführter Biobauernhof und wurde als einer der wenigen landwirtschaftlichen Betriebe nicht in einer LPG zwangskollektiviert.
Nach wie vor ökologisch wirtschaftend, gilt Marienhöhe heute als der älteste biologisch-dynamisch arbeitende Hof in Deutschland.

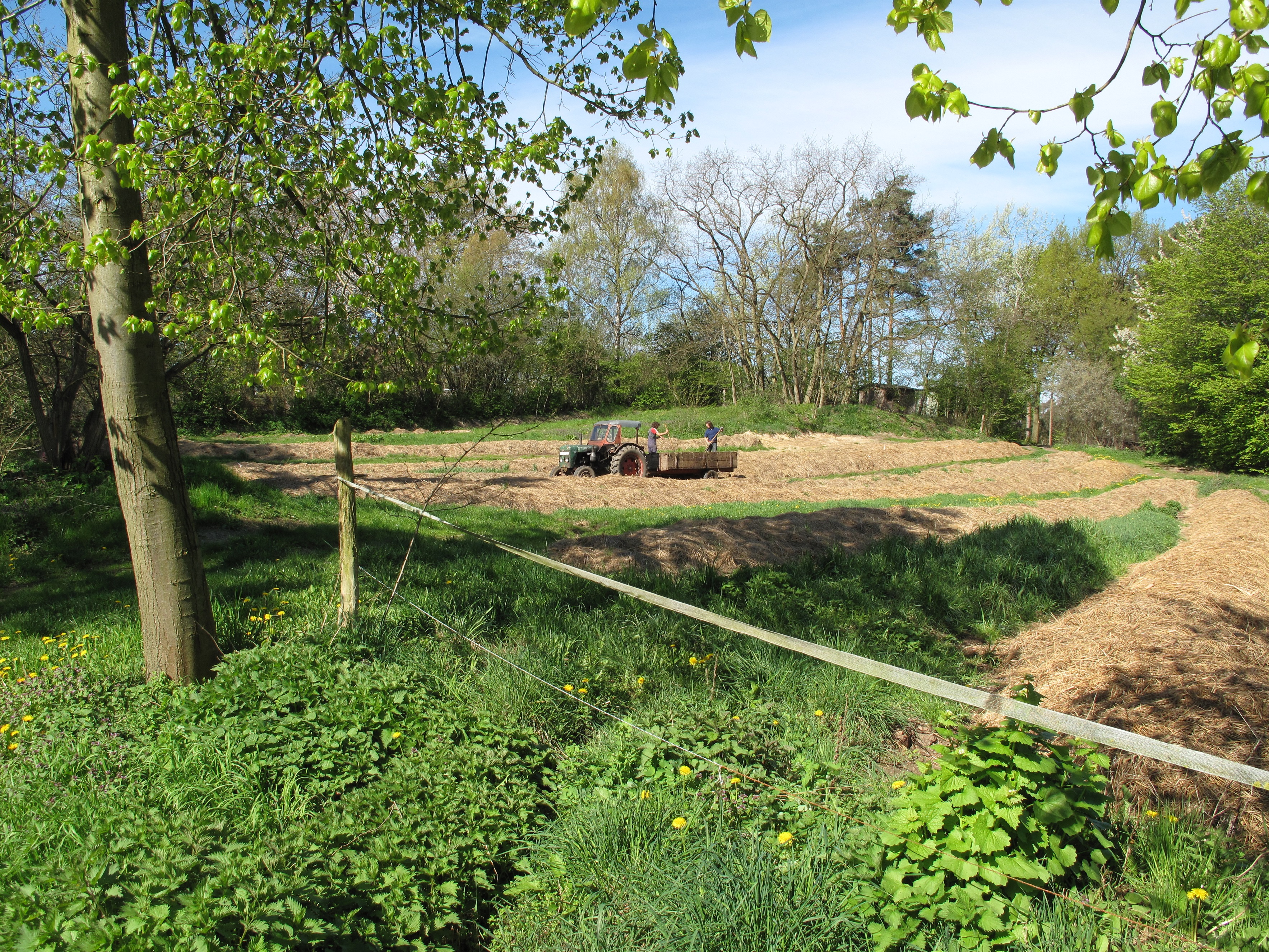
Feldarbeit auf dem Hof Marienhöhe im April 2014

## Geologie, Naturraum und Klima

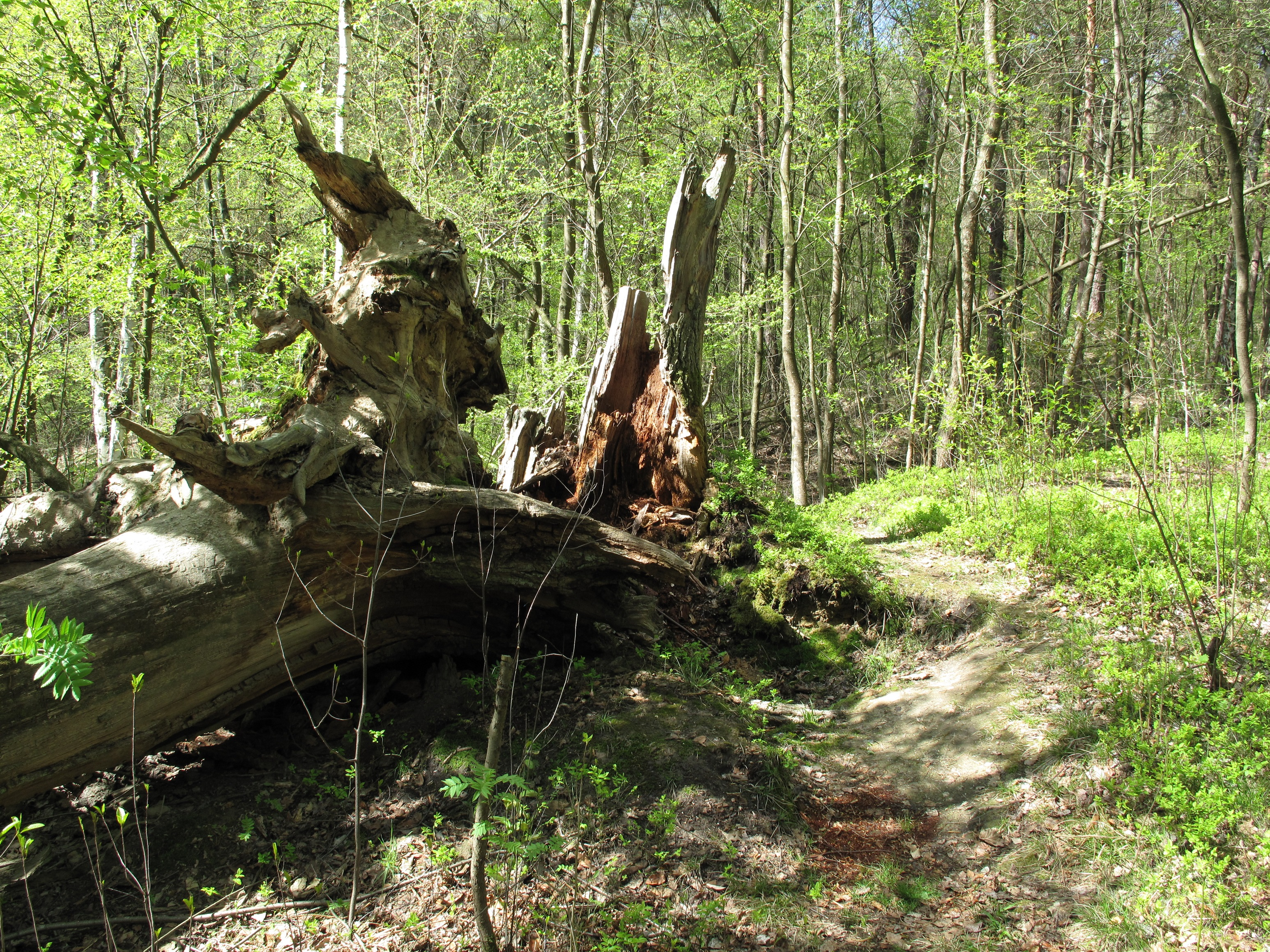
Hänge und Wald südöstlich von Marienhöhe

Marienhöhe befindet sich auf der Storkower Platte rund 1,5 Kilometer westlich des Nordufers des Scharmützelsees, einem typischen Rinnensee, der als subglaziale Rinne während des Brandenburger Stadiums der Weichsel-Kaltzeit entstanden ist und die Storkower von der Beeskower Platte trennt. Das Plateau zählt zu den südlichen Talbegrenzungen des Berliner Urstromtals, die überwiegend aus eiszeitlichen Ablagerungen (vor allem Geschiebemergel und Sand) bestehen. Im Bereich der Rauenschen Berge überformen die weichselglazialen Ablagerungen eine Stauchmoräne der Saaleeiszeit, in der tertiäre Sedimente wie Braunkohle bis dicht an die Oberfläche gestaucht sind. Das Hügelland zählt in den Naturräumlichen Haupteinheiten Deutschlands zum Ostbrandenburgischen Heide- und Seengebiet (Nr. 82).
Die Bodenwertzahl auf den kargen Flächen der Marienhöhe schwankt zwischen 8 und 50 und beträgt im Durchschnitt 20. Damit bewegt sie sich im unteren Bereich der Ertragsfähigkeit. Der Hof liegt auf einer Höhe von 80 bis 92 m über NN, rund 50 Meter über dem Wasserstand des Scharmützelsees. Großräumig befindet sich das Gebiet im Übergangsbereich zwischen ozeanischem Klima in Westeuropa und kontinentalem Klima im Osten. Kleinräumig sind hohe Trockenheit mit vorsommerlicher Dürre prägend. Die Jahresniederschlagsmenge wurde für Marienhöhe für 1996 mit 350 mm angegeben. Für die nahegelegene Wetterstation Beeskow erfasste der Deutsche Wetterdienst im Jahresmittel der Periode 1961 bis 1990 einen Niederschlag von durchschnittlich 519 mm. Bereits dieses Ergebnis fällt ins untere Zehntel der in Deutschland erfassten Werte. Nur an 5 % der Messstationen des Wetterdienstes wurden niedrigere Werte registriert.

## Geschichte

### Gründung als Vorwerk, Namensgebung, 1880–1918

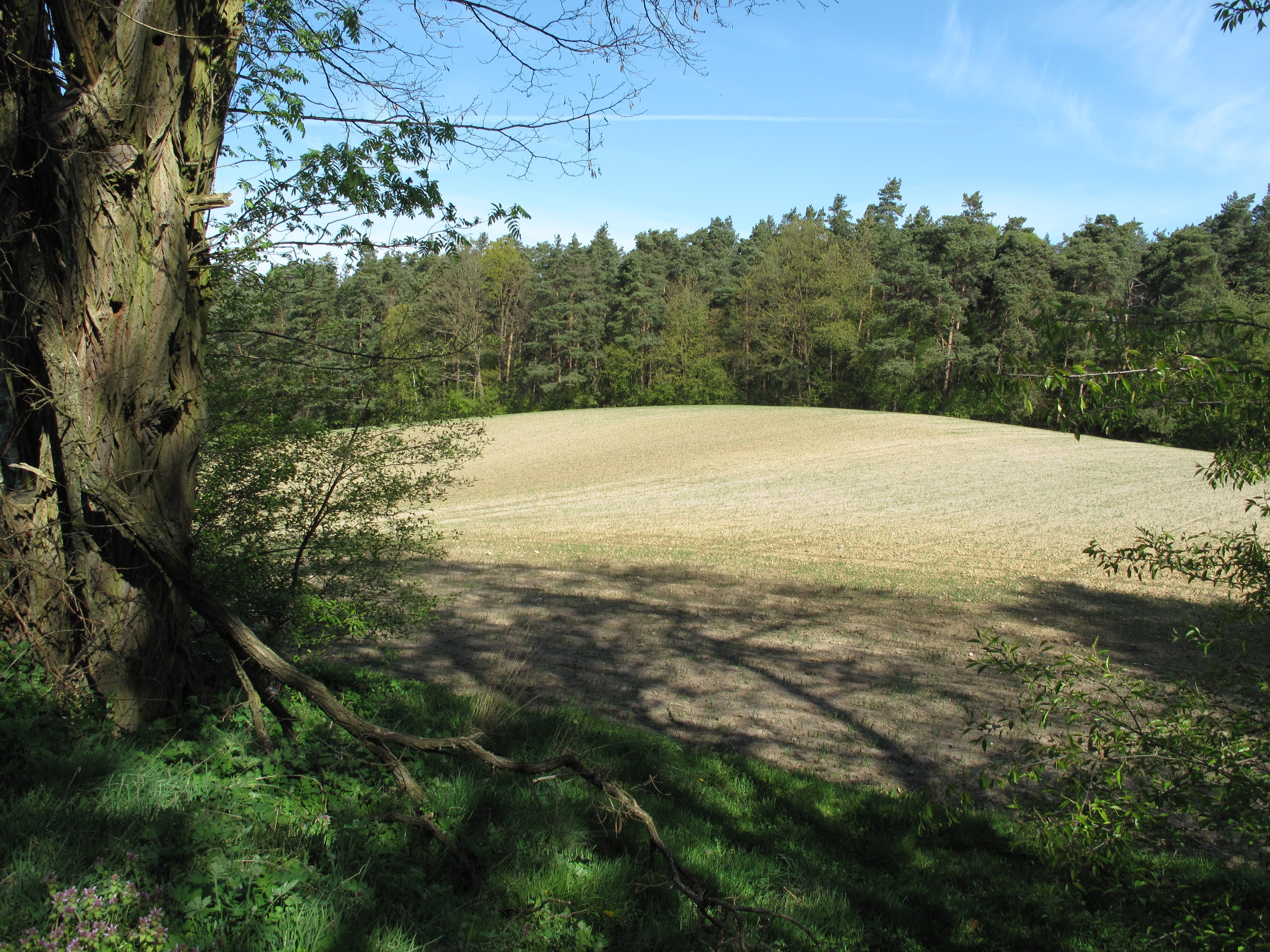
Marienhöhe, Feld

Das Vorwerk wurde 1880 als Schäferei auf einer Rodungsinsel in den ausgedehnten Kiefernforsten am Südrand der Rauenschen Berge angelegt. Es gehörte zum Rittergut Saarow, dem heutigen Bad Saarower Wohnplatz Dorf Saarow, das sich zu dieser Zeit im Besitz des Barons Julius von Bonseri befand. Im Jahr 1905 wurde das Vorwerk verpachtet und als Schöne Aussicht und als Rodelberg genutzt. Ein Jahr später ließ der Landwirt Pfeiffer neben dem Vorwerk eine Villa bauen. Nach Darstellung der Bad Saarower Ortschronik wurde der Ort nach dem Vornamen von Pfeiffers Frau Maria im Jahr 1906 Marienhöhe genannt. Nach Angabe des Historischen Ortslexikons hingegen erhielt der Ort den Namen erst von der Deutschen Christlichen Studentenvereinigung (DCSV), die den Ort um 1918 ankaufte und Gut Marienhöhe nannte.

### Georg Michaelis und DCSV, 1918–1927
Der Ehrenvorsitzende der DCSV, der kurzzeitige Reichskanzler und preußische Ministerpräsident Georg Michaelis, hatte an seinem Sommerwohnort Bad Saarow ein Schulungszentrum für Studenten errichten lassen. Die provisorischen Bauten bestanden aus einem hölzernen Versammlungshaus für 800 Hörer und einer ehemaligen Kriegsgefangenenbaracke. 1921 ließ Michaelis das Einkehrhaus Hospiz zur Furche bauen und schenkte es der Studentenvereinigung zur Erholung und geistlichen Erbauung. Zur Sicherstellung der Versorgung hatte die DCSV, wahrscheinlich um 1918, das Vorwerk erworben, in dem 1920 die Nahrungsmittelproduktion aufgenommen wurde. Ein Drittel des Ödlandes lag unter der Anbauwürdigkeit und der DCSV gelang es nicht, die Produktion wirtschaftlich zu betreiben. Georg Michaelis bot die Marienhöhe daher im Jahr 1927 Erhard Bartsch als Versuchsgut an.

### Beginn der biologisch-dynamischen Landwirtschaft, 1928
Im Auftrag eines Freundeskreises übernahm Bartsch die rund 100 Hektar Land umfassende Marienhöhe im Dezember 1927 und begann 1928, die Ratschläge Rudolf Steiners zu erproben.

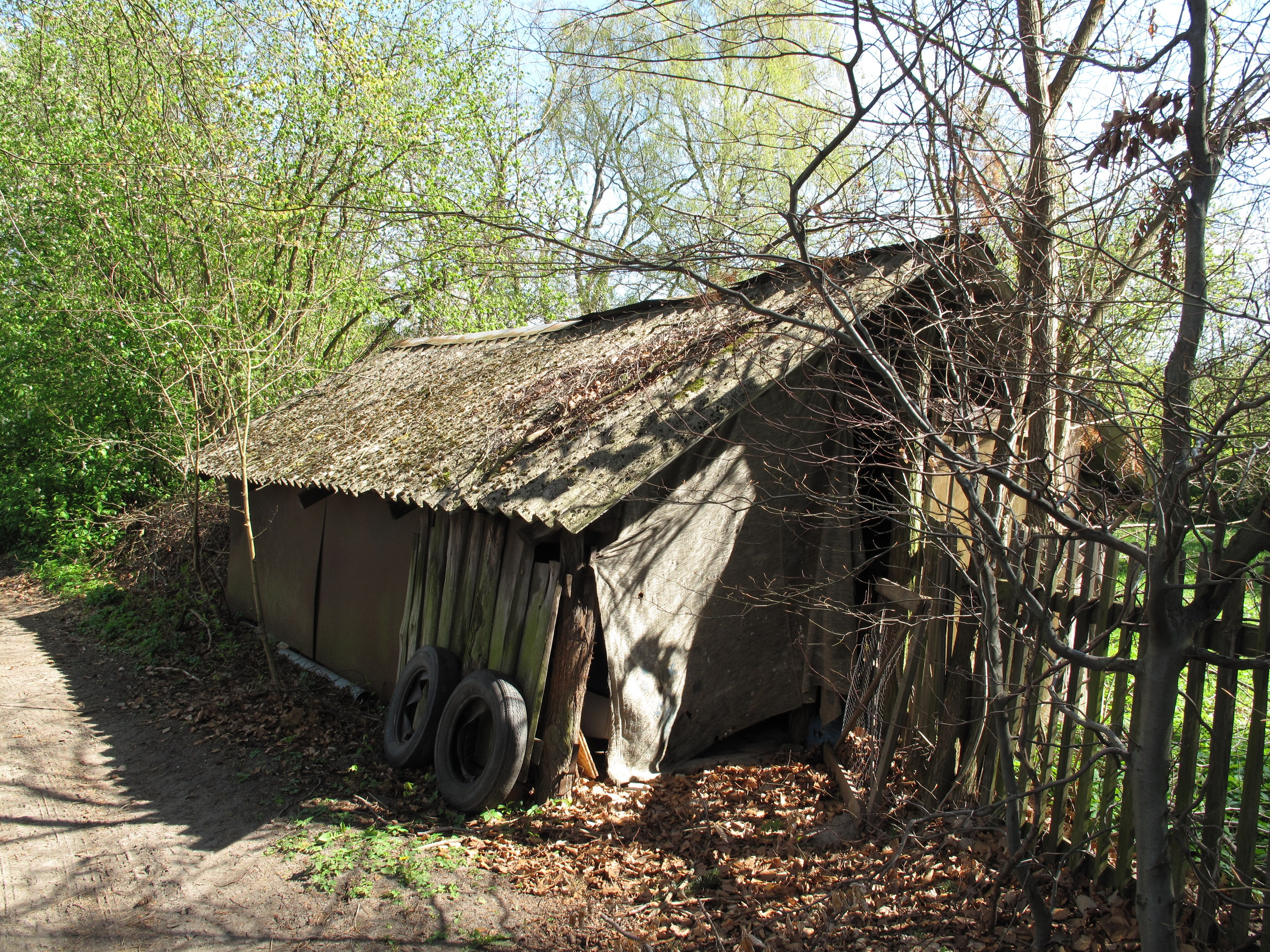
Altes Wirtschaftsgebäude in Marienhöhe

Der promovierte Landwirt Erhard Bartsch gehörte zum engen Freundeskreis Rudolf Steiners und hatte gemeinsam mit Franz Dreidax und Almar von Wistinghausen mit einem Fragenkatalog den Vortragszyklus Landwirtschaftlicher Kursus (Geisteswissenschaftliche Grundlagen zum Gedeihen der Landwirtschaft) vorbereitet, den Steiner zu Pfingsten 1924 auf dem Gut Koberwitz südlich von Breslau hielt. Die Vortragsreihe gilt heute als Geburtsstunde der biologisch-dynamischen Landwirtschaft, die zum wichtigsten Impulsgeber für den Öko-Anbau werden sollte.
Bartsch betrachtete es als Herausforderung, gerade auf kargem sandigen Boden den Landwirtschaftlichen Kurs zu erproben. Bartsch erwarb dieses Land nicht nur, weil es billig war. Zugleich wollte er beweisen, dass die biologisch-dynamische Anbauweise Erträge auch unter ungünstigen Bedingungen hervorbringt. Er war überzeugt, dass dieser Beweis eine große Bedeutung für die Landwirtschaft haben würde. Der langjährige Weggefährte und Absolvent der Ritter- und Domschule zu Reval Almar von Wistinghausen (1904–1989), der gleichfalls Landwirt war und von Beginn an auf Marienhöhe mitarbeitete, war anfangs skeptisch:

„Marienhöhe lag auf einem Sandhügel mit einzelnen unfruchtbaren Lehmkuppen, von Kiefern umgeben, und es konnte nur davor gewarnt werden, die Bewirtschaftung eines so extremen Sandbodens im Regenschatten von Berlin als Musterbetrieb für die neuen Aufgaben zu übernehmen.“

Mit konsequenter Landschaftsgestaltung, der Anlage von Windschutzhecken, reichlicher Verwendung organischer Materialien mit einer speziellen Humuswirtschaft, Anbau und Viehhaltung gelang es Bartsch und seinen Helfern trotz der Widrigkeiten, auf Marienhöhe die Idee des geschlossenen bäuerlichen Betriebsorganismus zu verwirklichen.

### Musterhof und Zentrum der Demeter-Bewegung, 1930er Jahre

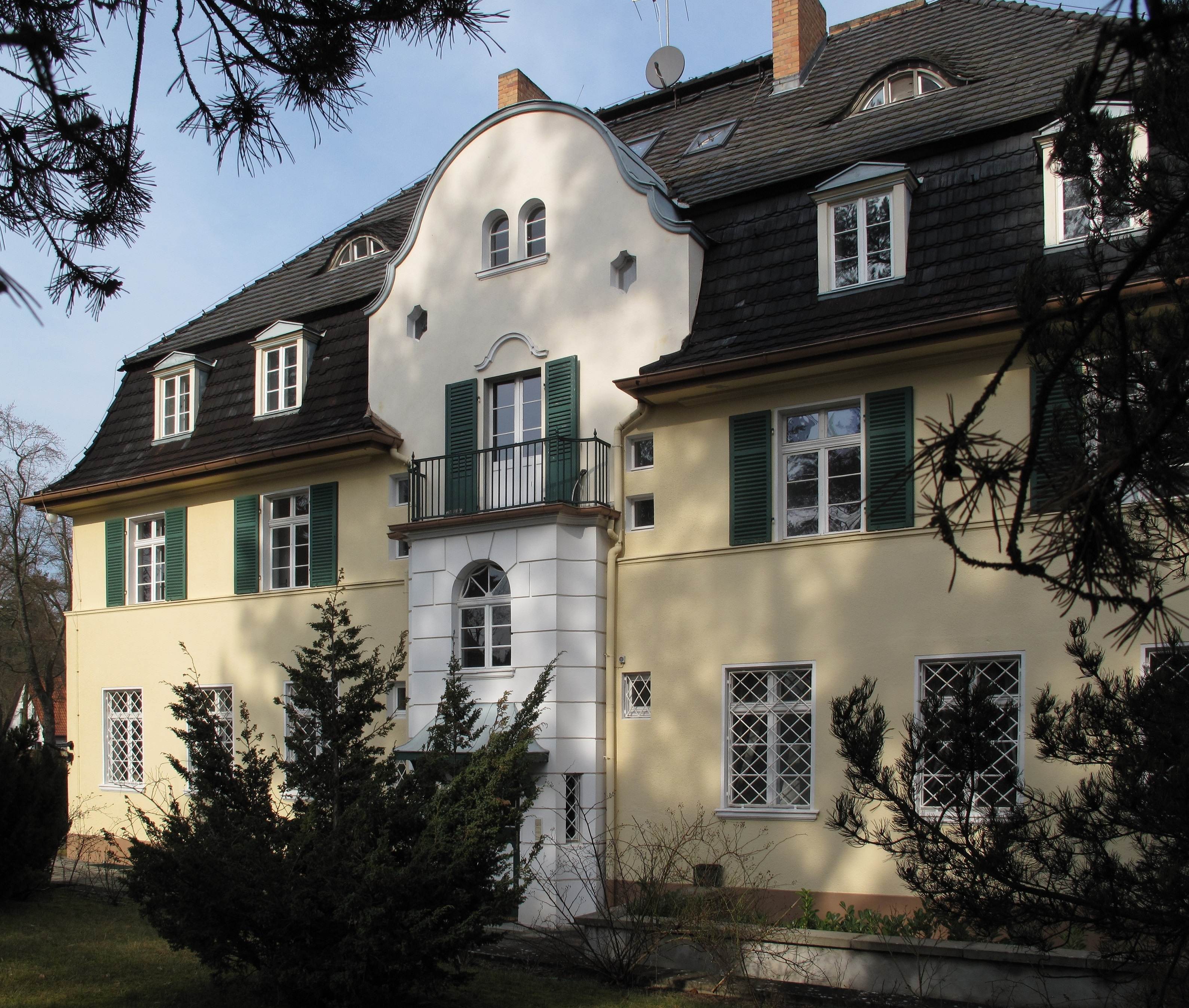
Denkmalgeschütztes Demeterhaus in der Lindenstraße 8

Aufgrund der Erfolge entwickelte sich Marienhöhe in den 1930er Jahren zum Musterhof und Zentrum der Demeter-Bewegung. Auf Marienhöhe befand sich die Geschäftsstelle des Verbandes, die Erhard Bartsch gleichfalls führte. Die Zentrale betrieb Öffentlichkeitsarbeit, stellte in Schriften die biologisch-dynamische Methode dar und organisierte Tagungen mit Themen wie Kompostierung, Tiergesundheit, Humusaufbau und -pflege, Gründung der Marke Demeter und ökologischen Waldbau. Von dort aus wurden insbesondere Höfe und Güter östlich der Oder, die auf die neue Wirtschaftsweise umgestellt hatten, betreut und beraten.
Im Jahr 1939 schenkte Prinzessin Franziska von Lippe (geb. Gräfin Schönborn-Buchheim) der Demeter-Bewegung ein repräsentatives Gebäude im heutigen Wohnplatz Bad Saarow-Mitte (Lindenstraße 8), das
1924 nach Plänen von Max Werner als Wohn- und Bürohaus für Angestellte der Saarower Landhauskolonie gebaut worden war. In dem Haus waren die Demeter bereits zuvor mit Büroräumen und einem Kindergarten vertreten. Unter dem Namen Demeterhaus ist das Gebäude heute denkmalgeschützt.

### Marienhöhe im Nationalsozialismus und Zweiten Weltkrieg (1933–1945)

#### Zwiespältige Haltung der NSDAP zu Marienhöhe
Die Erfolge auf Marienhöhe weckten breites Interesse nicht nur in Fachkreisen, sondern auch in der NSDAP. Deren Haltung zur Marienhöhe und zur biologisch-dynamischen Landwirtschaft war eine Zeit lang zwiespältig. Die einflussreiche Stickstoffindustrie, die um ihren Düngemittelabsatz fürchtete, machte Druck gegen den Ökoanbau. Die Deutsche Landwirtschafts-Gesellschaft (DLG) beziehungsweise deren Geschäftsführer Otto Nolte vom Kalisyndikat in Thüringen stellte sich gegen die neue Landwirtschaft, nachdem IG Farben eine tendenziöse „Denkschrift“ an alle Gestapostellen und Ministerien gesandt hatte. Der thüringische Wirtschaftsminister verbot bereits im November 1933 die öffentliche Erörterung der biologisch-dynamischen Wirtschaftsweise und die Verbreitung ihrer Produkte.
Trotz Ablehnung des anthroposophischen Hintergrundes – die Anthroposophische Gesellschaft wurde im November 1935 verboten – sahen andere Nationalsozialisten in der ökologischen Wirtschaftsweise eine Chance und informierten sich vor Ort, wie der Reichsminister des Inneren Wilhelm Frick bei einem Besuch der Marienhöhe am 28. April 1934. Insbesondere der Reichsbauernführer Richard Walther Darré und Rudolf Heß hatten Interesse an der Wirtschaftsweise und sollen Marienhöhe zu einer Musterwirtschaft ernannt haben. Darré passte der biologisch-dynamische Anbau in sein Autarkieprogramm, da die Anbaumethode nicht auf die Einfuhr von Düngemitteln angewiesen war. Zudem erhoffte Darré vom ökologischen Landbau die Schonung der Bodenfruchtbarkeit. Heß, der selbst Interesse an gesundem Gemüse hatte, ließ sich insbesondere auch nach Fürsprache seiner Frau Ilse im Januar 1934 unterrichten und entschied, die öffentliche Polemik zu unterlassen und mit längerfristigen Vergleichsuntersuchungen die Wirksamkeit der biologisch-dynamischen Wirtschaft zu überprüfen.

#### Haltung von Erhard Bartsch zum Nationalsozialismus und seine Verhaftung

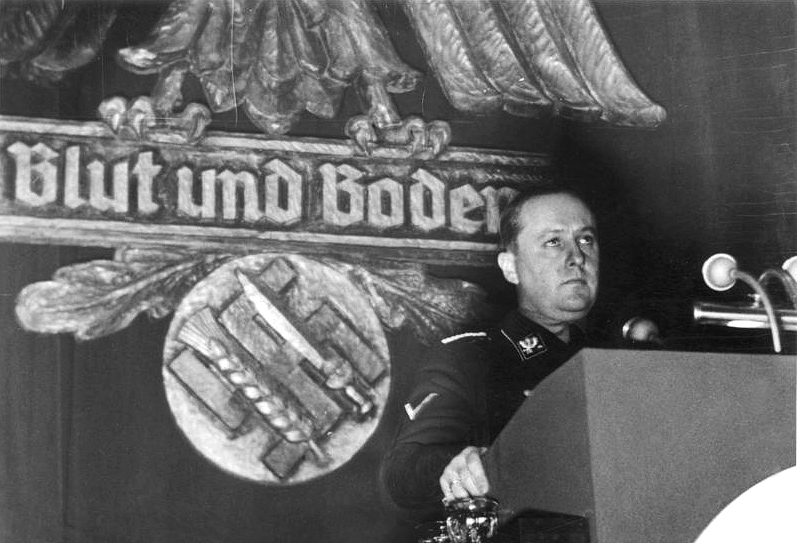
Blut-und-Boden-Ideologe Darré auf einer Kundgebung des Reichsnährstandes 1937

Bartsch stand dem Nationalsozialismus und der Person Hitler anfangs mit großen Hoffnungen gegenüber; im Autarkieprogramm von Darré sah er eine günstige Perspektive für den biologisch-dynamischen Anbau. Er setzte sich für ein ‚kulturtragendes Bauerntum‘ ein und erhoffte durch den NS-Staat eine Stärkung der biologischen Wirtschaftsweise gegen die vehementen und existenzgefährdenden Angriffe der chemischen Industrie. Die führenden Vertreter der biologisch-dynamischen Bewegung verhielten sich zu seinen Aktivitäten generell positiv, zumindest loyal. Als Bartsch sich gegen die ideologische Vereinnahmung der biologisch-dynamischen Landwirtschaft losgelöst von der Anthroposophie wehrte und sich entschieden weigerte, der NSDAP beizutreten, war die ökologische Methode von den parteiinternen Befürwortern nicht mehr zu halten.
Ein Besuch Darrés – 1939 nach einem Konflikt mit Himmler faktisch bereits entmachtet und 1942 vom Amt beurlaubt – auf dem Hof 1940 und eine anschließende befürwortende Stellungnahme des Reichsbauernführers an die Mitglieder des Reichsbauernrates blieben wirkungslos:

„Ich habe in Marienhöhe festgestellt, dass die von Dr. Bartsch angewandten Methoden auf dem richtigen Wege sein müssen, denn die Ergebnisse seiner Wirtschaftsweise sprechen zu eindeutig zu seinen Gunsten. Der Erfolg spricht eindeutig für Dr. Bartsch. Wenn die Wissenschaft und unsere bisherige landwirtschaftliche Betriebslehre für diese Erfolge keine Erklärung haben, so ist das deren Angelegenheit. Für uns kann ausschliesslich die Leistung und der Erfolg massgeblich sein.“

Der Reichsverband für biologisch-dynamische Wirtschaftsweise wurde 1941 aufgelöst und Bartsch wurde, unter anderem mit der Begründung Sabotage der Reichserzeugungsschlacht, zweimal im Gestapo-Gefängnis am Alexanderplatz in Berlin inhaftiert. Nach der Entlassung am 30. November 1941 durfte er in einer Art Hausarrest weiterhin auf Marienhöhe arbeiten und den Hof weiterbetreiben.
- Siehe auch: „Zeit des Nationalsozialismus“ im Artikel Biologisch-dynamische Landwirtschaft

### Privatbetrieb auch in der SBZ- und DDR-Zeit (1945–1990)

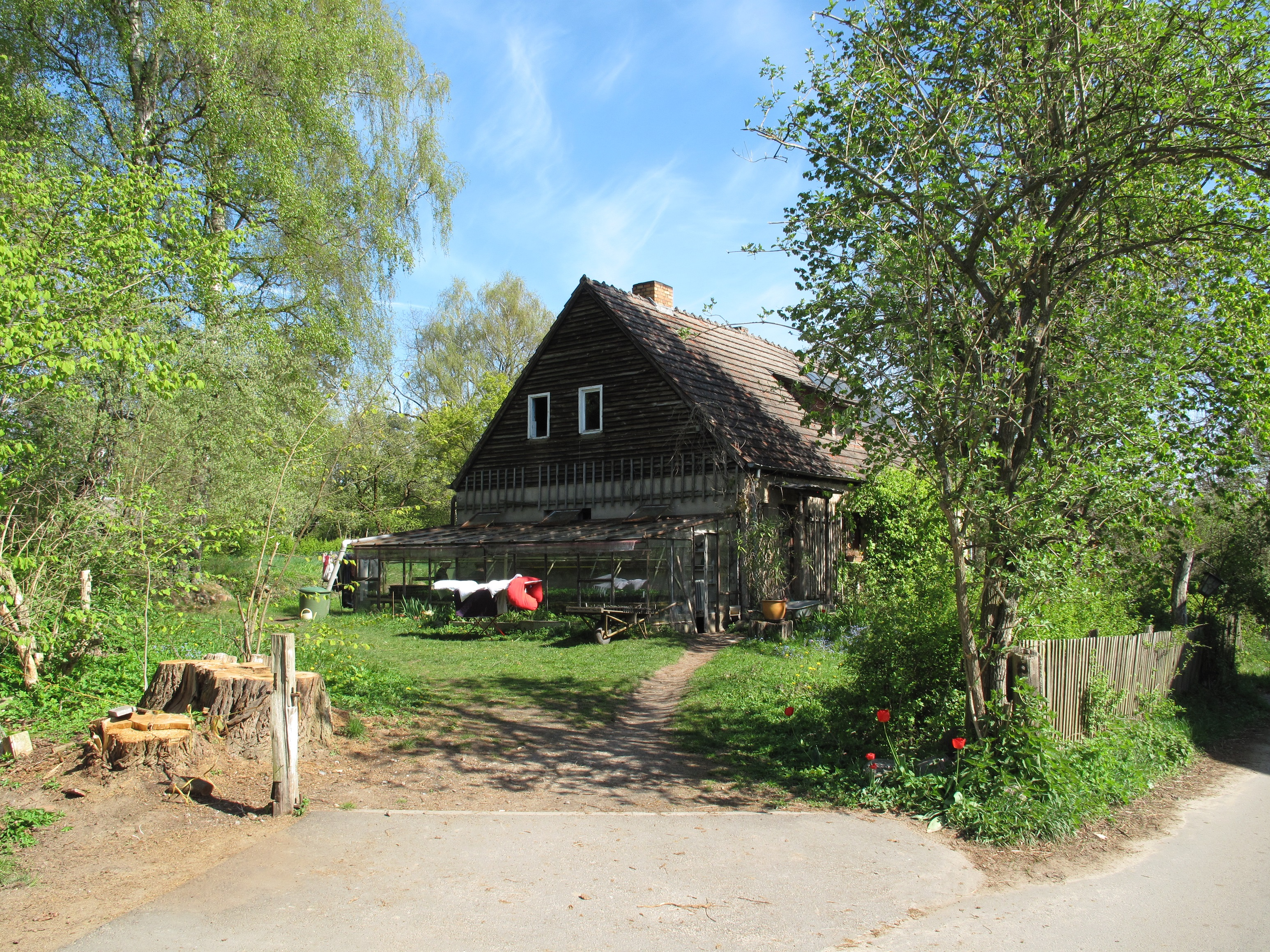
Wohnhaus auf dem Hof

Durch die schweren Kampfhandlungen im April 1945 brannte der Hof zum größten Teil ab und das gesamte lebendige und meiste tote Inventar ging verloren. Nur mit größtem Einsatz war es möglich, den Hof weiterzuführen.
Von Marienhöhe, nach dem Krieg von der Sowjetischen Militäradministration in Deutschland zum Zonenlehrbetrieb befördert, sollten Versuche mit der biologisch-dynamischen Landwirtschaft in Russland durchgeführt werden. Das Vorhaben scheiterte nach Darstellung des Landwirts Gyso von Bonin an der Weigerung von Erhard Bartsch, der SED beizutreten. Der Bodenreform in der Sowjetischen Besatzungszone (SBZ) und der späteren Zwangskollektivierung in der DDR entging Marienhöhe trotz erheblicher Repressalien und Drohungen der Behörden, indem seine Frau, die Österreicherin Hemma Bartsch, den Hof als österreichischen Besitz darstellte. Grundbesitz von Ausländern konnte wegen des Schutzversprechens der sowjetischen Besatzungsmacht für das Eigentum von Ausländern nicht ganz so einfach enteignet und in Volkseigentum überführt werden.
Während Erhard Bartsch ab 1950 überwiegend auf dem Wurzerhof in Sankt Veit an der Glan (Kärnten) wirkte, blieb seine Frau Hemma auf der Marienhöhe und hatte, gemeinsam mit dem oben erwähnten Landwirt Heinz-Hellmuth Hoppe, großen Anteil am Überleben des Hofs in der Planwirtschaft. Sehr wahrscheinlich war Marienhöhe in der DDR, in der es nach offizieller Lesart, von absoluten Nischen abgesehen, keinen Ökolandbau gab, der einzige privatwirtschaftliche Bauernhof, der biologisch-dynamische Landwirtschaft betrieb. Ohne Mitgliedschaft in einer Landwirtschaftlichen Produktionsgenossenschaft (LPG) konnte der Hof in dieser Zeit nur durch die finanzielle Hilfe von Freunden und der Familie Bartsch in Österreich überleben. Zudem wurden Schnittblumen angebaut, die in der DDR zu den Mangelwaren gehörten. In Anlehnung an die Asterix-Comics bezeichnete die taz Marienhöhe als kleines gallisches Dorf in der DDR.

## Marienhöhe in den 2010er Jahren

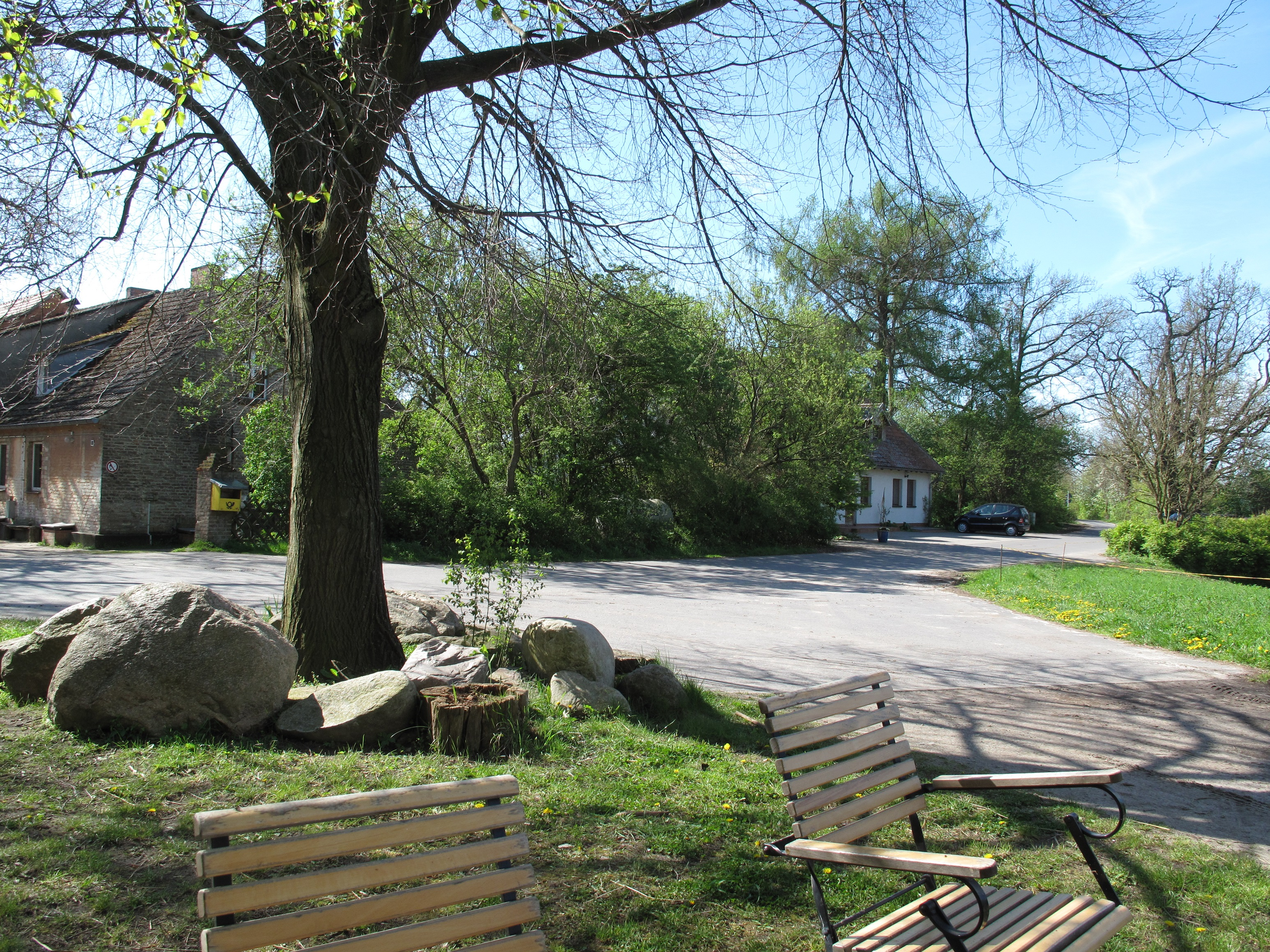
Marienhöhe im April 2014

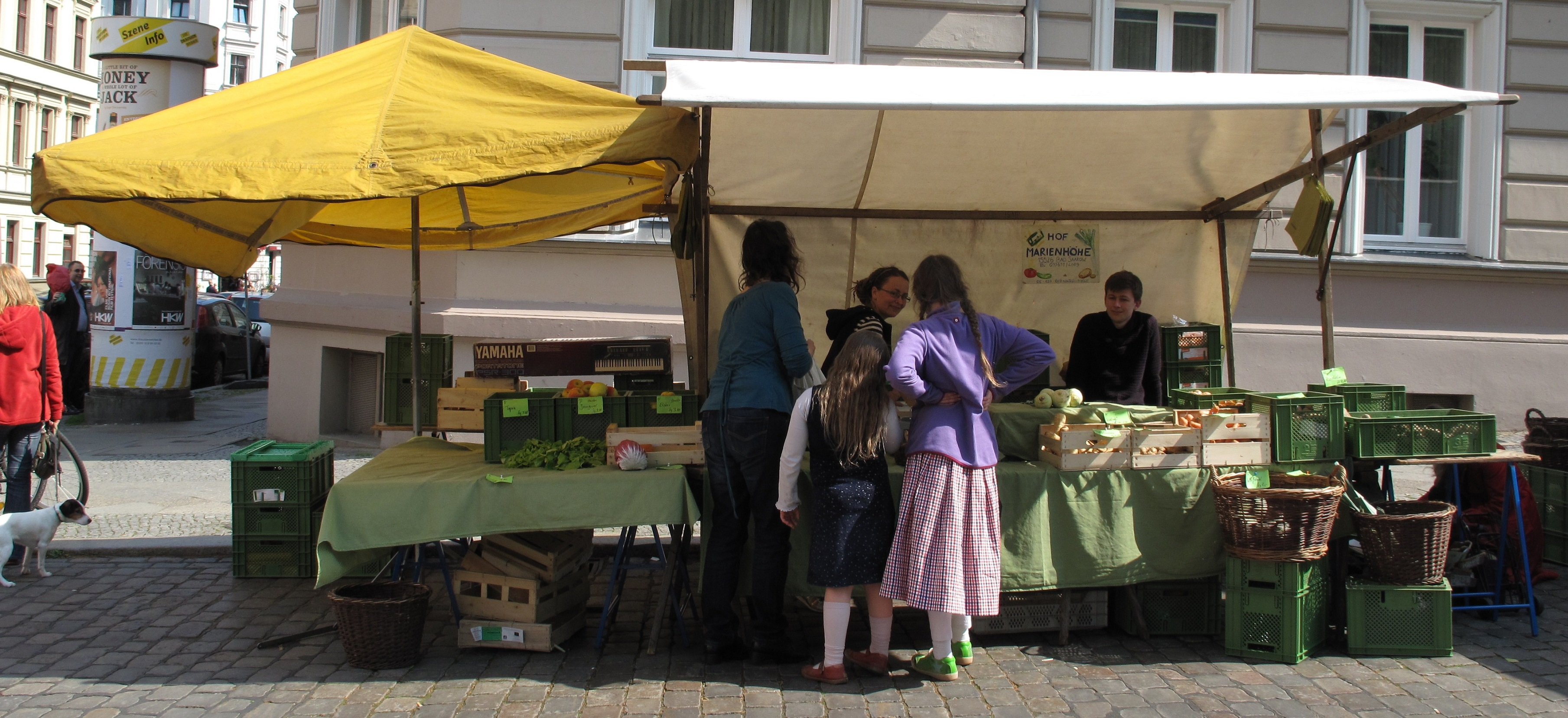
Verkaufsstand auf dem Ökomarkt des Chamissoplatzes in Berlin-Kreuzberg

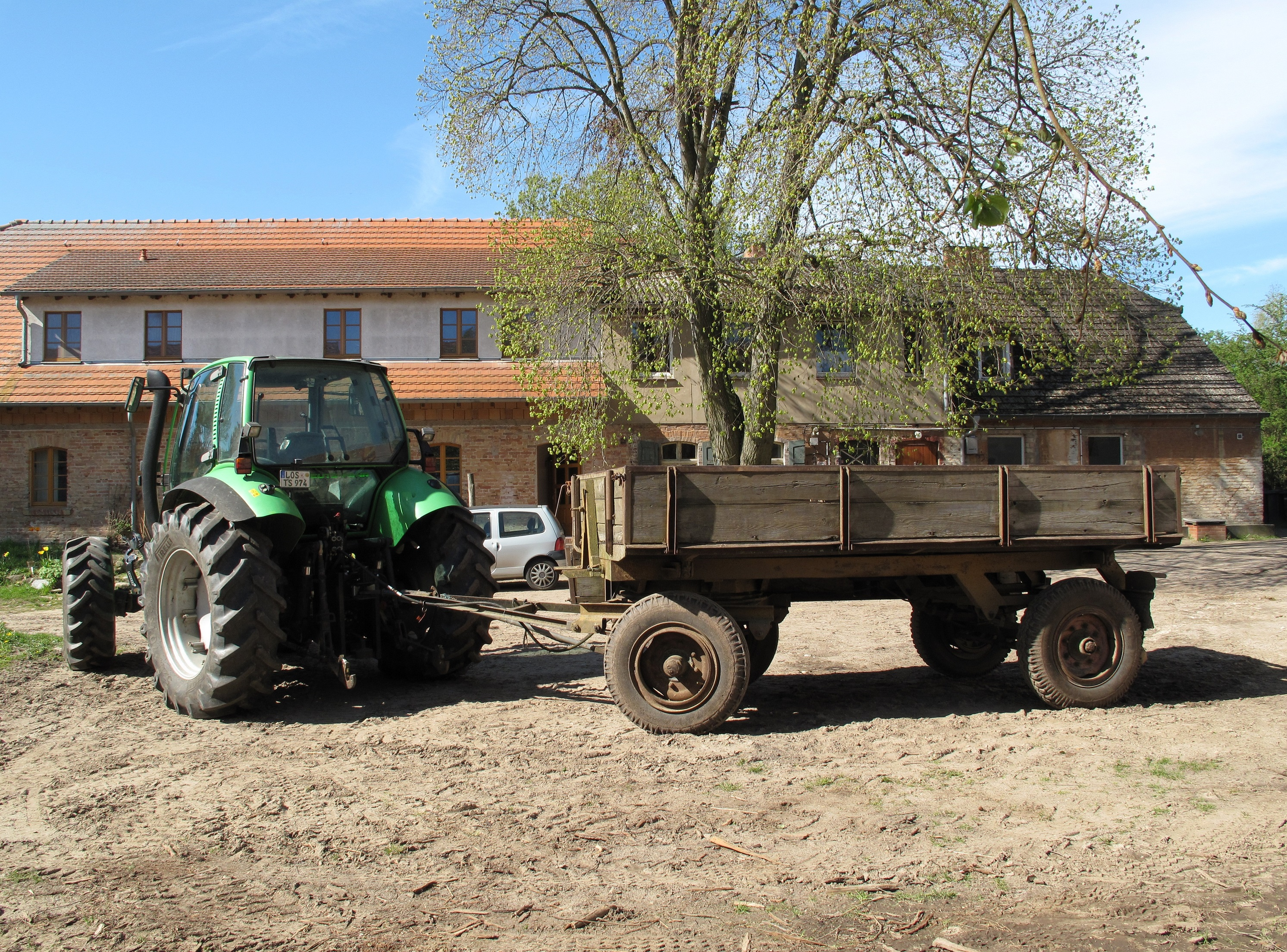
Wirtschaftsgebäude

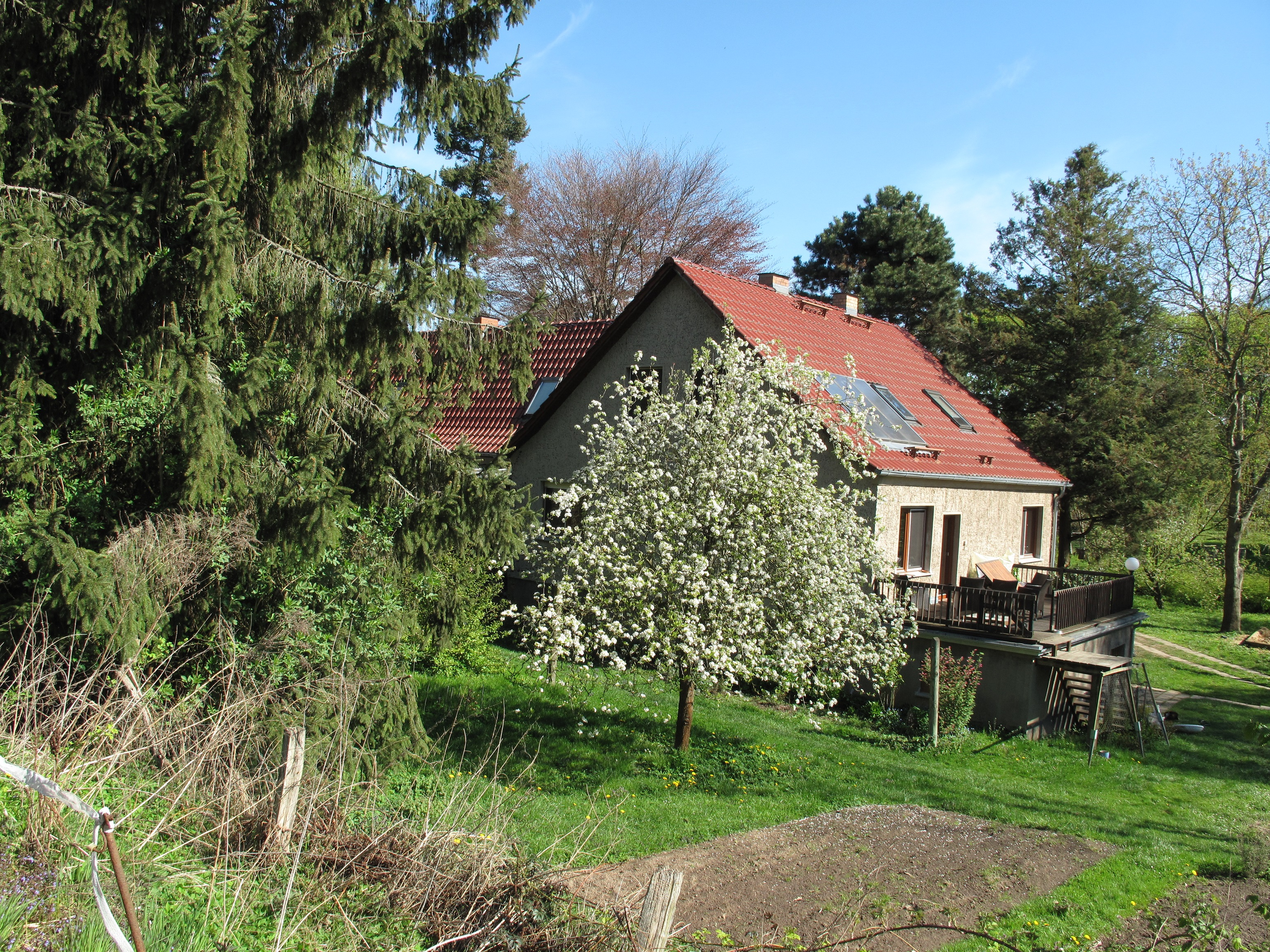
Wohnhaus auf dem Hof

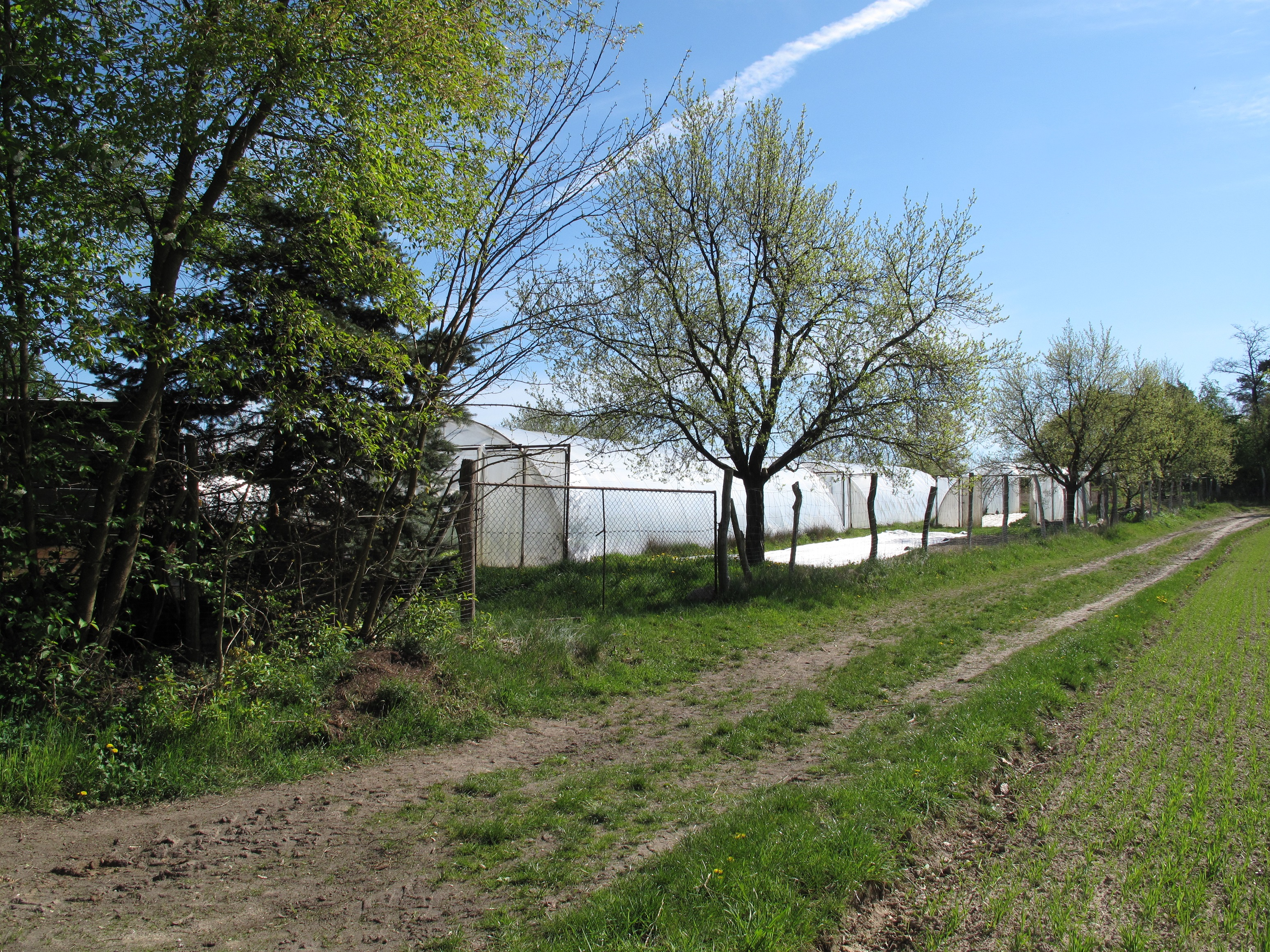
Gärtnerei

Nach der Deutschen Wiedervereinigung 1990, nach der die DDR-Betriebe weitgehend reprivatisiert wurden, ging Marienhöhe gewissermaßen den umgekehrten Weg. 1991 schenkten Bartschs Erben den Hof einem eigens gegründeten gemeinnützigen Verein, um dem Wunsch ihres Vaters zu erfüllen, was zu DDR-Zeiten nicht möglich gewesen war. Leonore Scholze-Irrlitz, Leiterin der Landesstelle für Berlin-Brandenburgische Volkskunde an der Humboldt-Universität, kommentierte diese Entwicklung mit dem Satz: Der einzige private Landwirtschaftsbetrieb in der DDR hat das Land entprivatisiert.

### Hofgemeinschaft, Struktur und Ziele
Der neue Grundbesitzer, der Verein für biologisch-dynamische Wirtschaftsweise, Kulturarbeit und Sozialtherapie auf dem Lande e. V. hat seine Flächen an den Betreiber, die kollektive Hofgemeinschaft Marienhöhe GbR, verpachtet. Die Vereinssatzung verpflichtet die Hofgemeinschaft, ausschließlich biologisch-dynamisch zu wirtschaften.
Die Gemeinschaft besteht aus rund vierzig Menschen aller Altersstufen. Hinzu kommen zeitweise Lehrlinge, Praktikanten und Teilnehmer des freiwilligen ökologischen Jahres (FÖJ). Besucher werden auf Hofführungen über die Geschichte und zu wechselnden Schwerpunktthemen wie Schweinehaltung oder Milch und Milchverarbeitung informiert. Ihre Produkte, die nach wie vor unter dem geschützten Markenzeichen Demeter stehen, vermarktet die Gemeinschaft in einem Hofladen vor Ort und mit einem Stand auf dem Ökomarkt auf dem Chamissoplatz in Berlin-Kreuzberg auch im Direktvertrieb.
Wie einer der Marienhöher Landwirte in einer Sendung des Deutschlandfunks 2005 ausführte, sieht die Hofgemeinschaft ihr vorrangiges Ziel nicht darin, sich am Markt auszurichten und Gewinne zu erzielen. Wichtiger sei es, ein Land so zu bewirtschaften, dass es fruchtbarer wird und seine Nährstoffe nicht verliert. Zudem arbeitet die Hofgemeinschaft daran, die Monokultur der angrenzenden Kiefernforste nach und nach in Mischwälder zu wandeln.

### Betriebsspiegel
Die Angaben zu Flächen, Kulturen und Viehhaltung beziehen sich zum Teil auf den Stand 1996.

#### Anbauflächen, Kulturen und Bäckerei
Die Gesamtfläche des Hofs von 112 Hektar besteht aus 32 ha Wald, 31 ha Dauergrünland, 40 ha Ackerland, 3 ha Streuobstwiesen, 1,5 ha Gartenbau und rund 5 ha sonstigen Flächen. Zum Hof gehören drei weitere Flächen, die außerhalb der Rodungsinsel liegen, darunter als größte Fläche die Wierichwiesen.
Auf den Kernflächen des Hofs werden an Getreide Roggen, Hafer, Gerste und Weizen und an Futtermischungen sowie Leguminosen Luzerne/Kleegras, Roggen/Winterwicke, Lupine, Serradella, Landsberger Gemenge, Sonnenblumen/Buchweizen/Mais/Lupine/Hirse, Steinklee/Möhre und Rüben angebaut. In der Gärtnerei gedeihen vielfältige Feingemüse und an Feldgemüse Kartoffeln und Möhren. Unter den Obstsorten dominieren Beerenobst, Apfel, Birne, Pflaume und Kirsche.
Das angebaute Getreide wird zum Teil als Futtergetreide verwendet. Roggen, Weizen und Dinkel werden in der Hofbäckerei vor jedem Backtag in einer Steinmühle frisch geschrotet. Aus mehrstufig geführtem Sauerteig, Wasser und Salz werden verschiedene Vollkorn-Brotsorten hergestellt.

#### Wierichwiesen
Die ausgedehnten Wierichwiesen haben einen vollkommen anderen Charakter als die übrigen sandig-lehmigen Flächen des Hofs. Zwar gilt die Bewirtschaftung von Niedermoorwiesen unter den heutigen ökonomischen Bedingungen der Landwirtschaft längst als unwirtschaftlich, von Marienhöhe werden sie aber nach wie vor zur Heugewinnung genutzt. Das Niedermoor ist Teil der weichselzeitlich genutzten Schmelzwasserabflussbahn zwischen den Rinnenseen Petersdorfer See und Scharmützelsee. Die Wiesen sind von zahlreichen kleinen Entwässerungsgräben durchzogen, die in zwei größere Gräben münden. Den Namen tragen sie nach der Nordbucht Wierich, früher Wierig, des Scharmützelsees. Der erstmals 1745 als Wurrich erwähnte Name geht auf das niedersorbische wjerch zurück und bedeutet Gipfel, oberer Teil, bezieht sich hier also auf den oberen Teil des Sees.
Die Wiesen liegen rund 1,5 Kilometer östlich des Hofs zwischen Bad Saarow-Mitte und dem Wohnplatz Am Dudel. Sie sind von einem Fußweg umschlossen, dem 5 Kilometer langen Schmeling-Rundweg – benannt nach Max Schmeling, der mit seiner Frau Anny Ondra am Rand der Wiese in der sogenannten Künstlerkolonie am Dudel wohnte. Auf der Höhe am Nordwestrand der Wiesen steht das denkmalgeschützte Atelier- und Wohnhaus des Bildhauers Josef Thorak.

#### Viehhaltung und Käserei

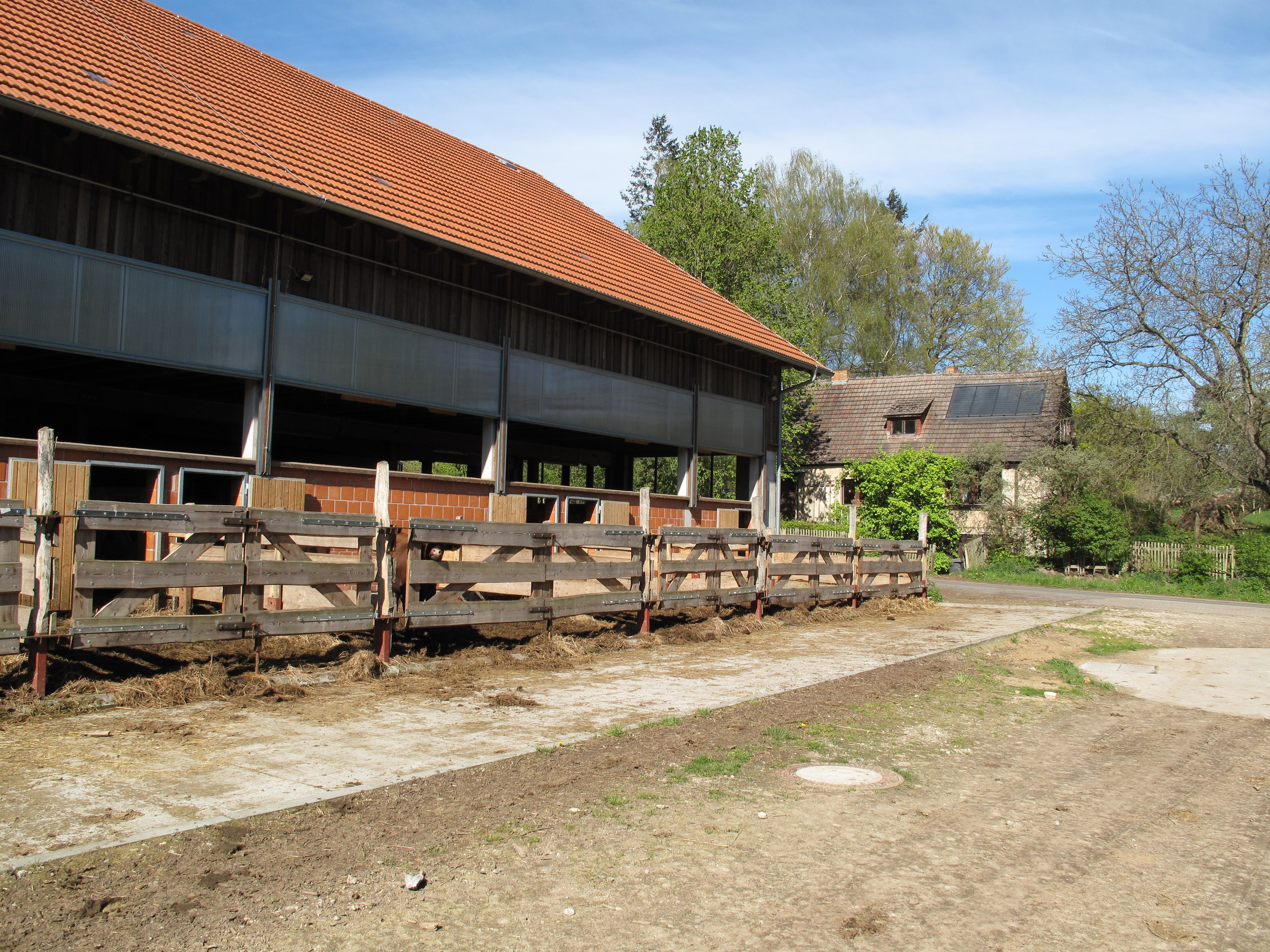
2011 fertiggestellter neuer Kuhstall

Die Rinderherde samt Zuchtbullen gehört zur vom Aussterben bedrohten Rasse Mitteldeutsches Rotvieh. Das robuste Zweinutzungsrind kann weite Strecken zurücklegen und erbringt beim Einsatz als Arbeitstier trotz körperlicher Anstrengungen ansprechende Milchleistungen. An Grenzertragsstandorten wird die Rasse auch zur Offenhaltung der Kulturlandschaft gehalten. In der Vegetationsperiode wird die Marienhöher Herde täglich auf die Weide geführt. Gleichfalls als robust gelten die Hausschweine des Hofs, die Deutschen Sattelschweine, die 2006 zur gefährdeten Nutztierrasse des Jahres gekürt wurden. Hinzu kommen einige Schafe und Pferde sowie 10 Bienenvölker. Die Ernährung der Tiere erfolgt ausschließlich mit wirtschaftseigenem Futter ohne Silage. Die Milch wird in der hofeigenen handwerklichen Käserei zu verschiedenen Rohmilchspezialitäten verarbeitet. Die Fleisch- und Wurstprodukte entstehen in Zusammenarbeit mit einer regionalen Fleischerei.

### Neu- und Umbauten 2010/11
In den Jahren 2010/11 wurden der Kuhstall und eine Heulagerhalle neu erbaut, die Hofkäserei wurde umgebaut und erweitert. Der moderne Kuhstall verfügt über einen Fress-Melk-Bereich und eine großzügige Außenliegefläche für die 30 Milchkühe. Die auf rund 1,05 Millionen Euro veranschlagten Maßnahmen wurden unter anderem mit Mitteln des Europäischen Landwirtschaftsfonds für die Entwicklung des ländlichen Raums (ERLER) und mit Mitteln der Bund-Länder-Gemeinschaftsaufgabe Verbesserung der Agrarstruktur und des Küstenschutzes (GAK) gefördert.

## Resonanz und Marienhöhe im Film
In den 2010er Jahren gilt der Hof Marienhöhe wieder als Vorzeigebetrieb mit mustergültiger Ausbildung. Die Landwirte der Hofgemeinschaft werden vielfach eingeladen, auf Tagungen über ihre Erfahrungen mit dem biologischen Anbau zu sprechen. 2010 hospitierten rund 20 Schülerinnen und Schüler der Grund- und Oberschule Bad Saarow auf dem Demeter-Hof. Im Mai 2012 besuchte der Naturschutzbeirat des Landkreises Oder-Spree den Hof. Im Zuge des wachsenden Stellenwerts gesunder Ernährung und naturverträglicher Produktionsmethoden entdeckt auch die politische Prominenz den Hof wieder. So informierte sich im Jahr 2012 der Vorsitzende der Partei Bündnis 90/Die Grünen Cem Özdemir vor Ort.
Am 4. Oktober 1998 sendete das ZDF im Magazin blickpunkt den Dokumentarfilm Die Ökologische Hofgemeinschaft Marienhöhe bei Bad Saarow mit einer Laufzeit von 104:14 Minuten.